# Johann Friedrich Gottfried Eiselen
Johann Friedrich Gottfried Eiselen (* 21. September 1785 in Rothenburg a. S.; † 3. Oktober 1865 in Halle (Saale)) war ein deutscher Volkswirt.

## Leben
Der älteste Sohn des Johann Christoph Eiselen, war mit seinen Eltern 1788 nach Berlin gezogen, da der Vater damals dorthin versetzt wurde. In Berlin bezog er das Friedrichwerdersche Gymnasium, begann 1805 an der Universität Erlangen ein Studium der Theologie und der philosophischen Wissenschaften. Nach seinem Studium war er als Gymnasiallehrer in Bayreuth tätig, kehrte zurück nach Erlangen, wo er 1809 zum Doktor der Philosophie über das Naturrecht promovierte und Mathematikvorlesungen hielt.
Durch die bayrische Besetzung von Erlangen war er genötigt, nach Berlin zurückzukehren, wo er zunächst als Privatlehrer eines Adligen wirkte. Der deutsche Befreiungskrieg riss auch ihn aus seiner stillen Tätigkeit und er trat als freiwilliger Jäger in das Lützowsches Freikorps, dessen Geschichte er später nach eigenen und fremden Aufzeichnungen niederschrieb. Mit dem eisernen Kreuz II. Klasse ausgezeichnet, kehrte er nach dem Krieg zu friedlicher Arbeit zurück nach Berlin.
Am 3. Juni 1815 habilitierte er sich an der Berliner Universität als Privatdozent für Geschichte und wendete sich Studien der Nationalökonomie zu. 1818 hatte er die Vorlesungen zu dieser Thematik begonnen und verfasste noch im selben Jahr das Werk Über die Grundzüge der Staatswissenschaft oder der freien Volkswirtschaft und der sich darauf beziehenden Regierungskunst. Am 14. August 1820 wurde er zum außerordentlichen Professor berufen, mit der Kabinettsorder vom 26. Februar 1821 war er zum ordentlichen Professor für Kameralistik an der Universität Breslau ernannt worden und am 18. Oktober 1828 wurde er in gleicher Funktion an der Universität Halle aktiv.
In Halle engagierte er sich seit 1832 als Stadtverordneter, wurde 1835/36, sowie 1844/45, 1846/47, 1851/53  Prorektor der Alma Mater und war ab 1862 der Universitätsvertreter bei der preußischen Regierung. Zudem hatte er von Friedrich Wilhelm IV. 1844 den Roten Adlerorden IV. Klasse, denselben 1860 in III. Klasse mit Schleife erhalten und wurde 1853 zum geheimen Regierungsrat ernannt. Nachdem er gestorben war, fand seine Beisetzung unter Anteilnahme der Universität, der Behörden und seiner Wegbegleiter am 16. Oktober auf dem Stadtgottesacker statt. Das Hallische Tageblatt widmete ihm am Folgetag einen ausführlichen Nachruf.
Eiselen war zu seiner Zeit, auf seinem Gebiet eine weithin geachtete Person. So hatte er das erste Lehrbuch auf dem Gebiet der Wirtschaftswissenschaften herausgegeben. Heute finden seine systematischen Darstellungen, die sich damals an Adam Smith orientierten, weniger Anklang.
Eiselens jüngerer Bruder war der Turnlehrer und Fechtmeister Ernst Eiselen.

## Veröffentlichungen (Auswahl)
- Über die Grundzüge der Staatswirtschaft oder der freien Volkswirtschaft und der sich darauf beziehenden Regierungskunst, Berlin 1818
- Handbuch des Systems der Staatswissenschaften, Breslau 1828 (Online)
- Lehrbuch der Staatsfinanzwissenschaft. 1837
- Geschichte des Lützowschen Freikorps, 2. Auflage, Halle 1841
- Die Lehre von der Volkswirtschaft in ihren allgemeinen Bedingungen und in ihrer besonderen Entwicklung oder Wissenschaftliche Darstellung der bürgerlichen Gesellschaft als Wirtschaftssystem – Ein Handbuch für die Freunde dieser Wissenschaft und für Staatsmänner. Halle 1843
- Preußen und die Einheitsbestrebungen in Deutschland. Halle, 1850
- Der preußische Staat – Darstellung seiner geschichtlichen Entwicklung und seiner gegenwärtigen natürlichen sozialen und politischen Verhältnisse. Berlin 1862